# 영도구

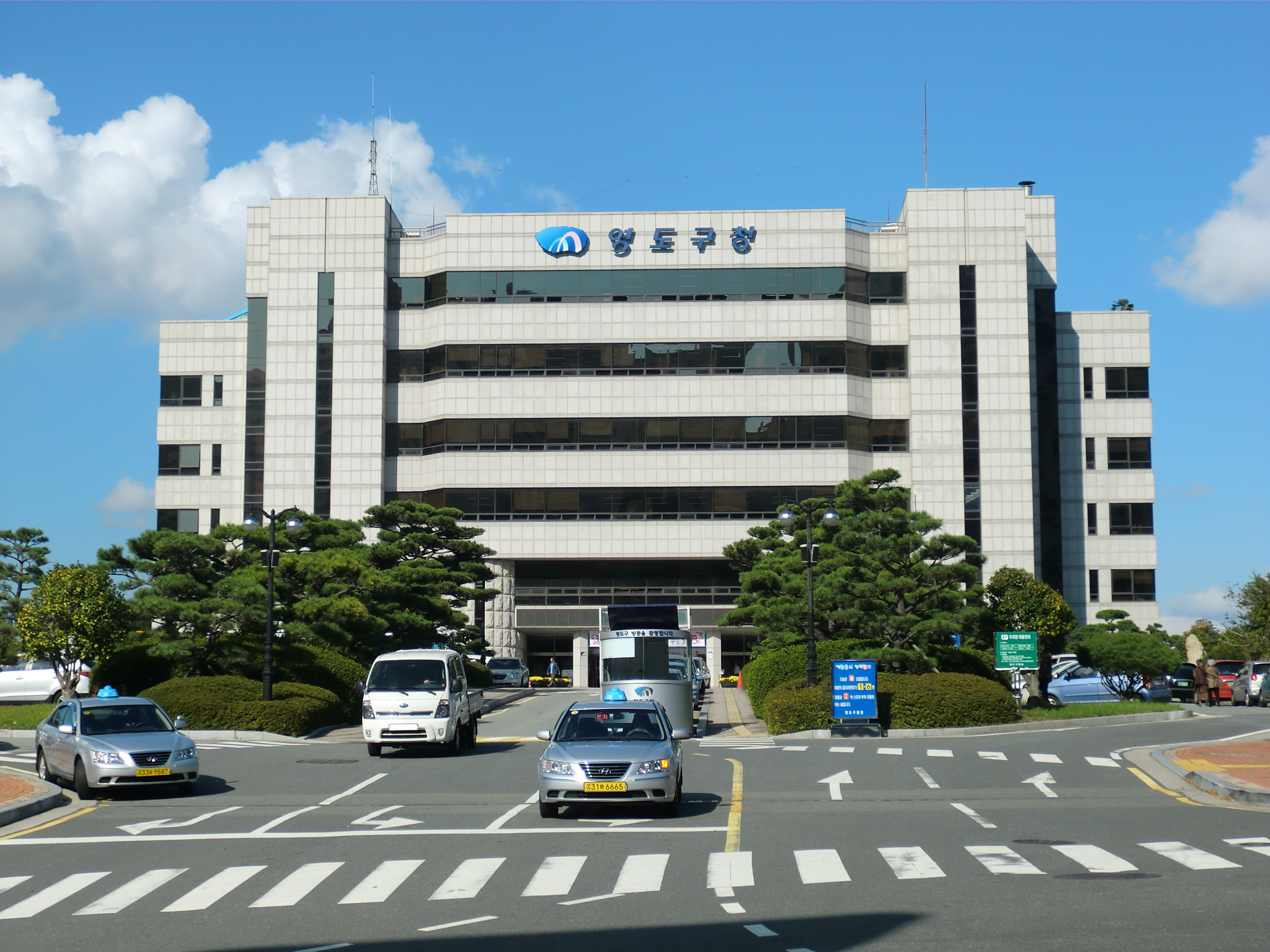
부산 영도구청

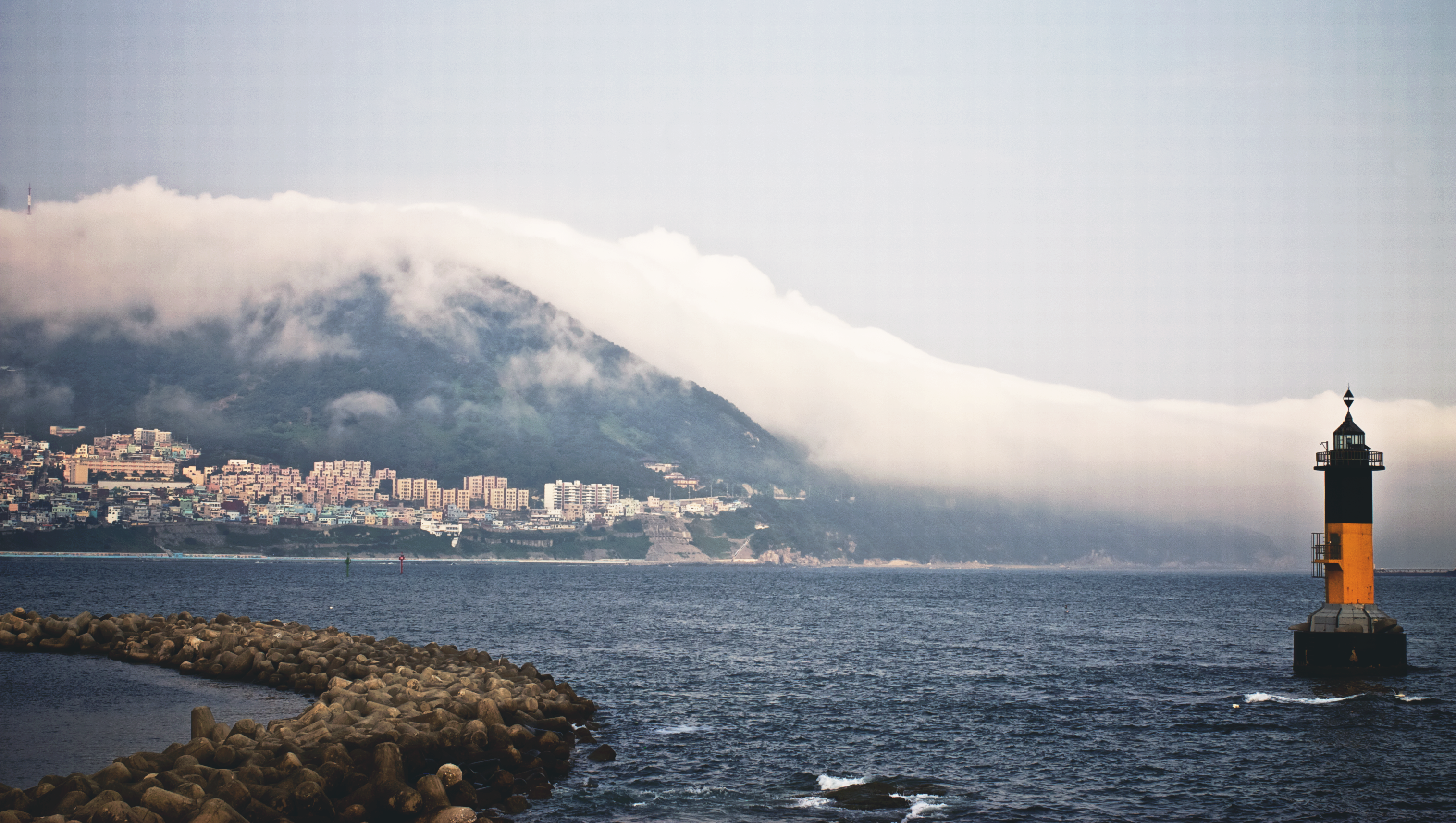
영도 서부 풍경

영도구(한자:影島區, 경상어:옝도구)는 대한민국 부산광역시 남부 영도(影島)에 위치해 있는 구이다. 대한민국의 자치구 중 유일하게 섬으로만 구성된 곳이다. 영도(影島)의 옛 이름은 절영도(絶影島)이다.

## 지명
신석기 시대부터 사람이 살았을 것으로 추측되며, 고려시대부터 말의 명산지로 이름이 나 있었다.

특히 이 곳에서 자란 말은 그림자가 안보일 정도로 빠르다고 알려져왔으며 영도의 옛 이름인 절영도(絶影島)의 어원이 되었다.

## 역사
삼한시대는 변한에 소속되었다가, 이후 가락국의 속령이 되었다. 신라시대 지증왕 6년에는 거칠산국의 속령이 되었다.
- 1879년에 일본 상인들이 절영도에 창고를 지어 조선 정부와 갈등을 일으켰다.
- 1881년 2월에 절영도진이 설치되어 정3품 수군첨절제사가 임명되었다.[3]
- 1889년에 러시아가 연료 보급을 위한 저탄소를 설치하기 위해 절영도 조차를 요구했으나 조선 정부가 거절했다.
- 1895년 7월에 절영도진이 폐지되었다.
- 1897년 8월에 러시아가 다시 절영도 조차를 요구했다.
- 1898년 2월에 독립협회가 러시아의 절영도 조차 요구를 여론의 힘으로 저지시켰다.
- 1957년 1월 1일 : 구제(區制)가 실시되어 경상남도 부산시 영도구가 설치되었다.[4] (12행정동)
- 1966년 1월 1일: 신선2동을 신선2동과 신선3동으로 분동하였다. (13행정동)
- 1970년 7월 1일: 청학동을 청학1동과 청학2동으로 분동하였다. (14행정동)
- 1979년 8월 8일: 봉래3동을 봉래3동과 봉래4동으로 분동하였다. (15행정동)
- 1982년 5월 1일: 대교로4·5가를 대교동1·2가로 개칭하였다.
- 1985년 12월 1일: 동삼동을 동삼1동과 동삼2동으로 분동하였다. (16행정동)
- 1988년 5월 1일 : 자치구로 승격하였다.
- 1994년 7월 11일: 동삼1동을 동삼1동과 동삼3동으로 분동하였다. (17행정동)
- 1995년 1월 1일 : 부산광역시 영도구로 개칭하였다.[5]
- 1998년 10월 1일: 대교동·대평동·남항동을 남항동으로, 봉래1동·봉래2동을 봉래1동으로 합동하였다. (14행정동)
- 2007년 1월 1일 : 신선1동과 신선2동, 신선3동을 신선동으로, 봉래3동과 봉래4동을 봉래2동으로 합동하였다. (11행정동)

## 지리
영도(절영도)는 부산 앞바다에 위치한 섬이다. 구의 중심으로 봉래산(해발 394.7m)이 위치해 있으며 대개 봉래산을 둘러싸면서 주거지역이 위치해 있다. 구의 동쪽으로는 부산광역시 남구가 부산항대교로 연결되었으며, 서쪽으로는 부산광역시 서구가 남항대교를 통해 연결되어 있고, 북쪽으로는 부산광역시 중구가 영도대교와 부산대교로 연결되어 있으며, 남쪽에는 태종대가 있다.

## 행정 구역
영도구의 행정 구역은 11개 행정동과 219통, 1,171반으로 구성되어 있다. 면적은 14.13 km2이다. 2023년 11월 30일 주민등록 인구는 54,325세대, 106,701명이다.

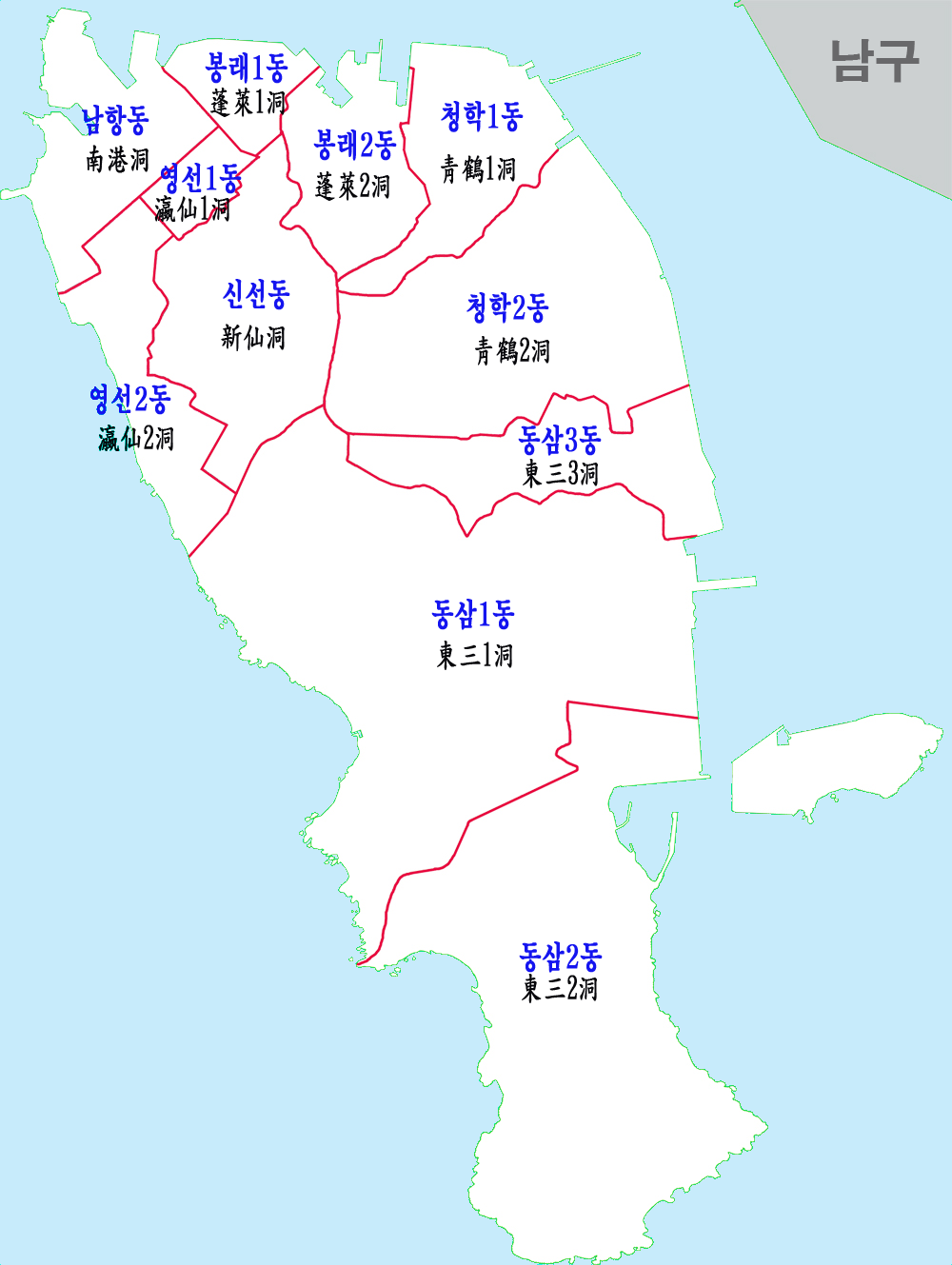
부산영도구 행정구역도

| 행정동    | 한자      | 면적 (km2) | 인구 (명) | 세대   |
| --------- | --------- | ---------- | --------- | ------ |
| 남항동    | 南港洞    | 0.74       | 10,329    | 5,623  |
| 영선제1동 | 瀛仙第1洞 | 0.17       | 3,718     | 1,845  |
| 영선제2동 | 瀛仙第2洞 | 0.63       | 7,561     | 3,600  |
| 신선동    | 新仙洞    | 1.11       | 7,409     | 4,266  |
| 봉래제1동 | 蓬萊第1洞 | 0.29       | 6,290     | 3,223  |
| 봉래제2동 | 蓬萊第2洞 | 0.64       | 7,385     | 3,535  |
| 청학제1동 | 靑鶴第1洞 | 0.90       | 5,533     | 2,809  |
| 청학제2동 | 靑鶴第2洞 | 1.67       | 16,807    | 7,834  |
| 동삼제1동 | 東三第1洞 | 3.86       | 27,782    | 13,555 |
| 동삼제2동 | 東三第2洞 | 3.31       | 4,933     | 2,509  |
| 동삼제3동 | 東三第3洞 | 0.81       | 8,954     | 5,526  |
| 영도구    | 影島區    | 14.13      | 106,701   | 54,325 |

## 인구
| 연도   | 총인구    |  |
| ------ | --------- |  |
| 1966년 | 154,378명 |  |
| 1970년 | 185,413명 |  |
| 1975년 | 216,162명 |  |
| 1980년 | 213,092명 |  |
| 1985년 | 210,260명 |  |
| 1990년 | 204,509명 |  |
| 1995년 | 206,002명 |  |
| 2000년 | 177,636명 |  |
| 2005년 | 157,538명 |  |
| 2010년 | 138,808명 |  |
| 2015년 | 129,515명 |  |
| 2020년 | 116,447명 |  |

영도구는 현재 급격한 고령화가 진행되고 있다.

## 교통

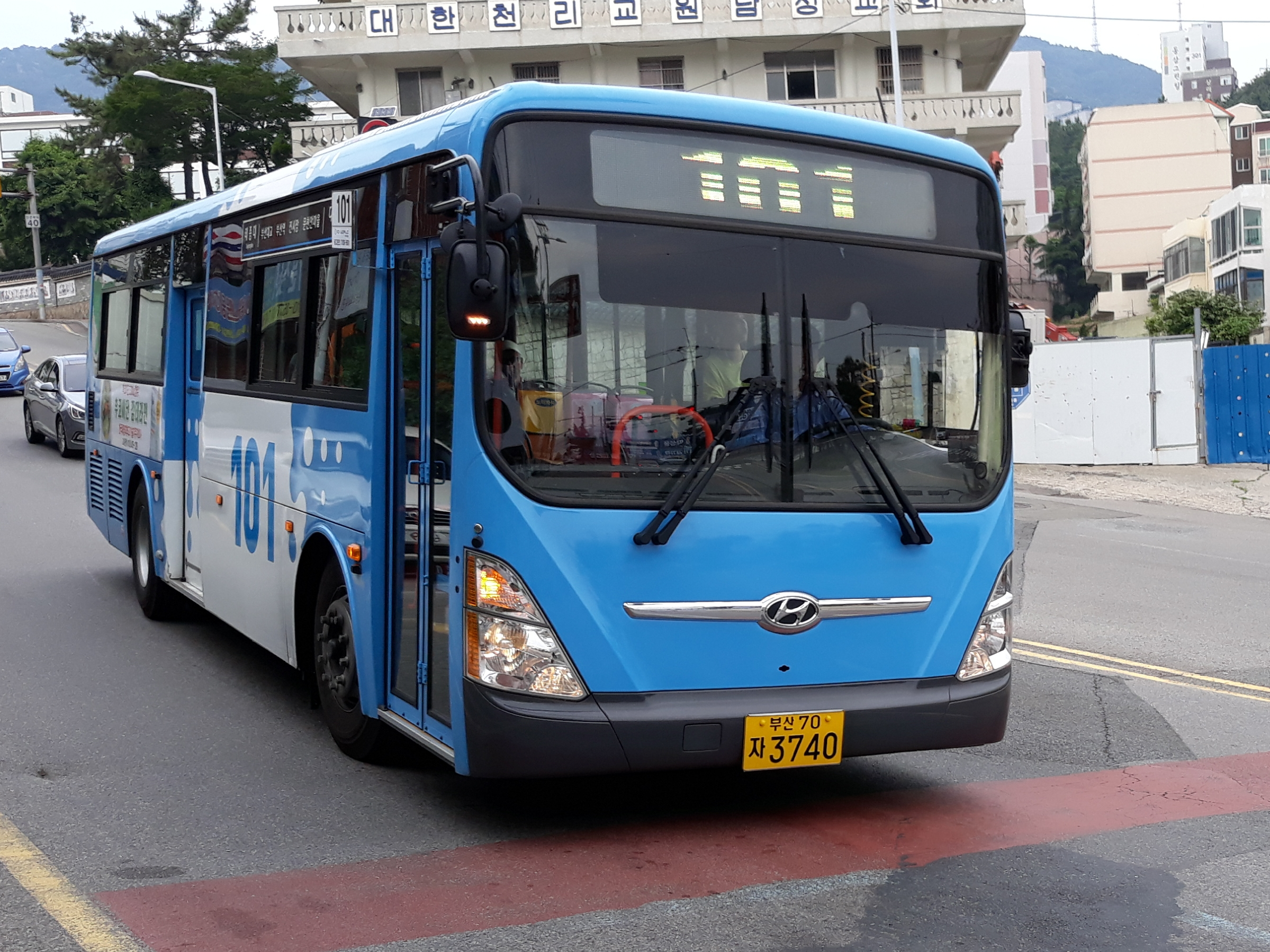
신한여객에서 운행하고 있는 부산 101번 버스

### 교량

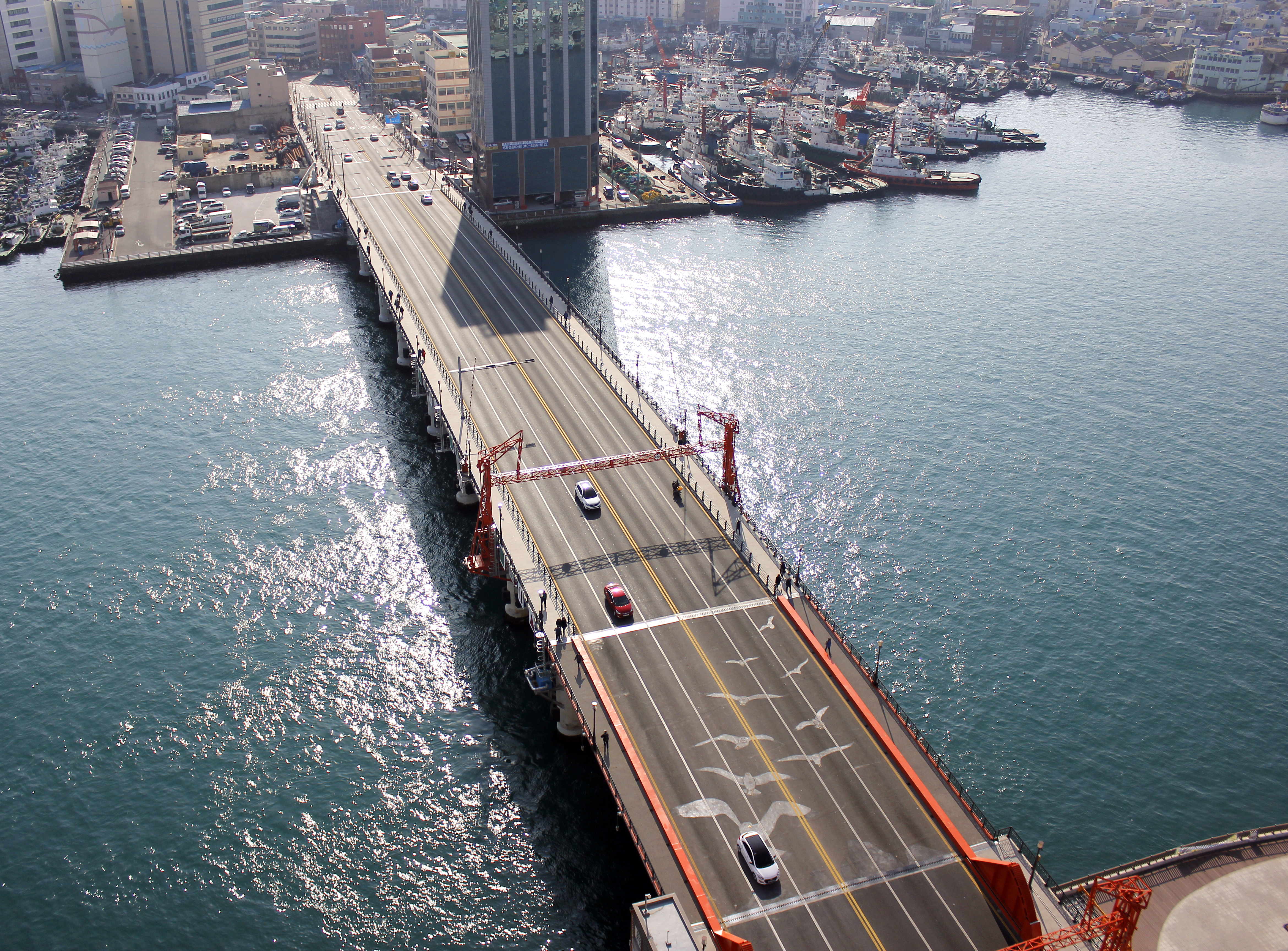
영도대교
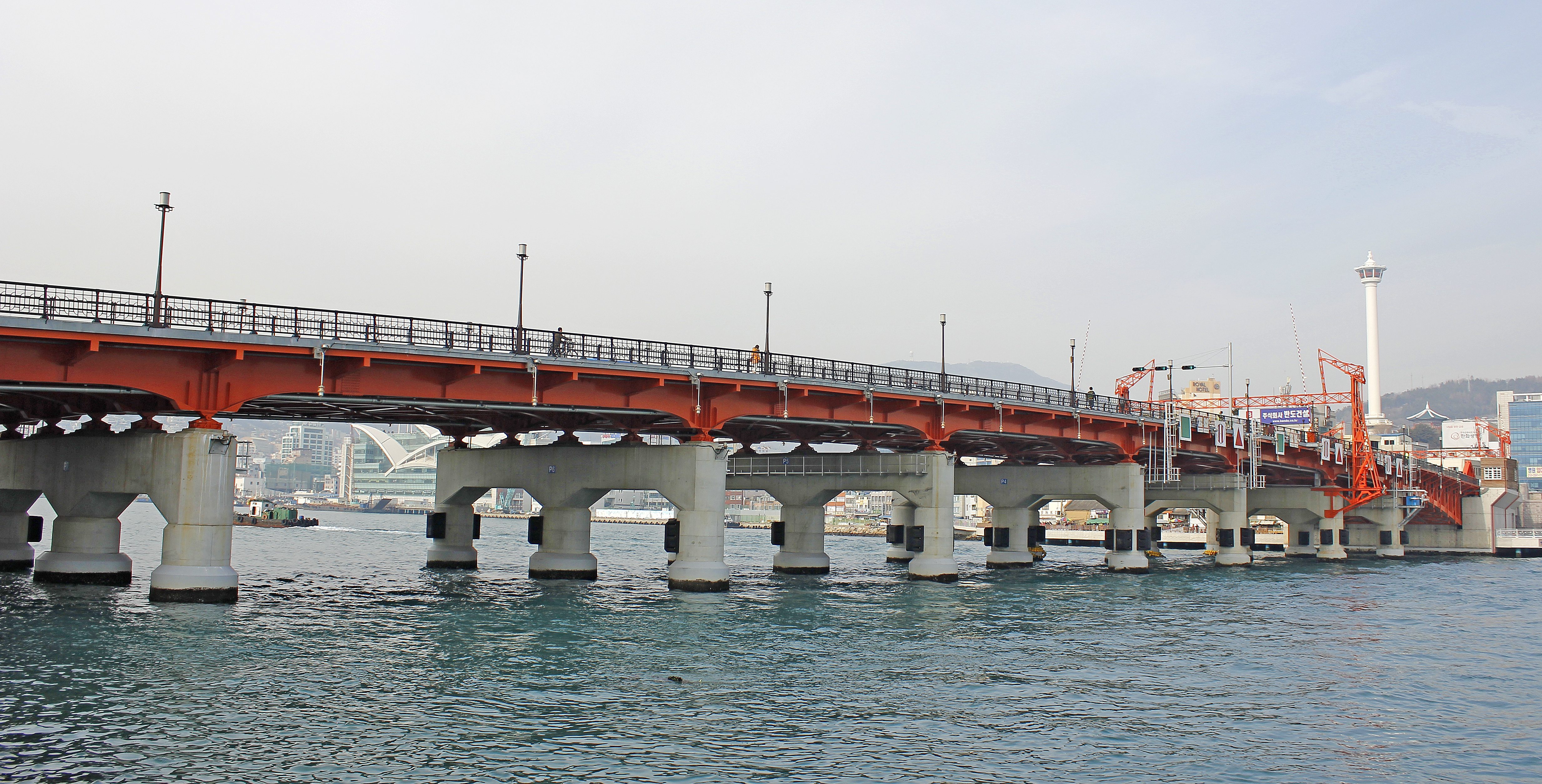
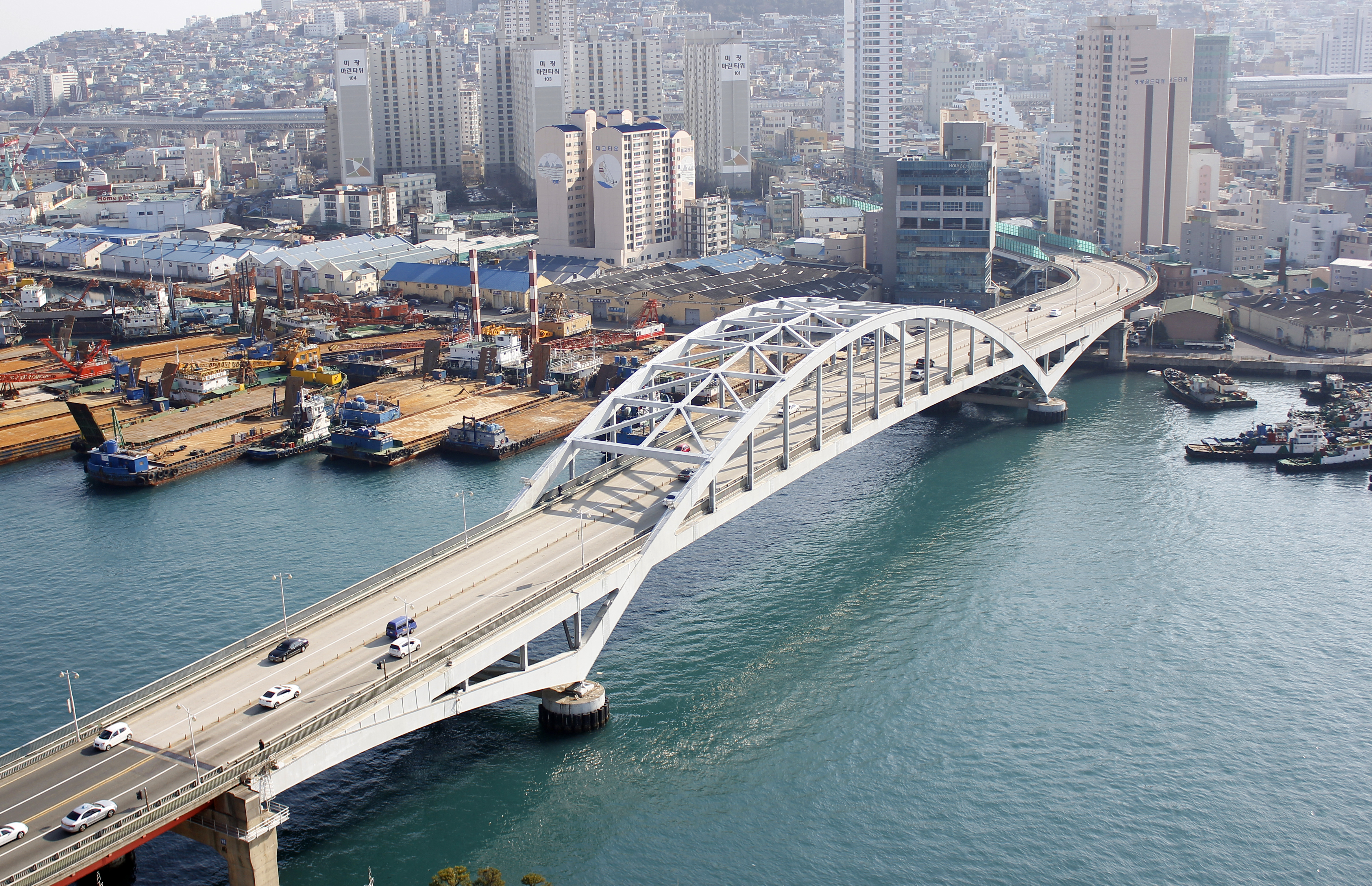
부산대교
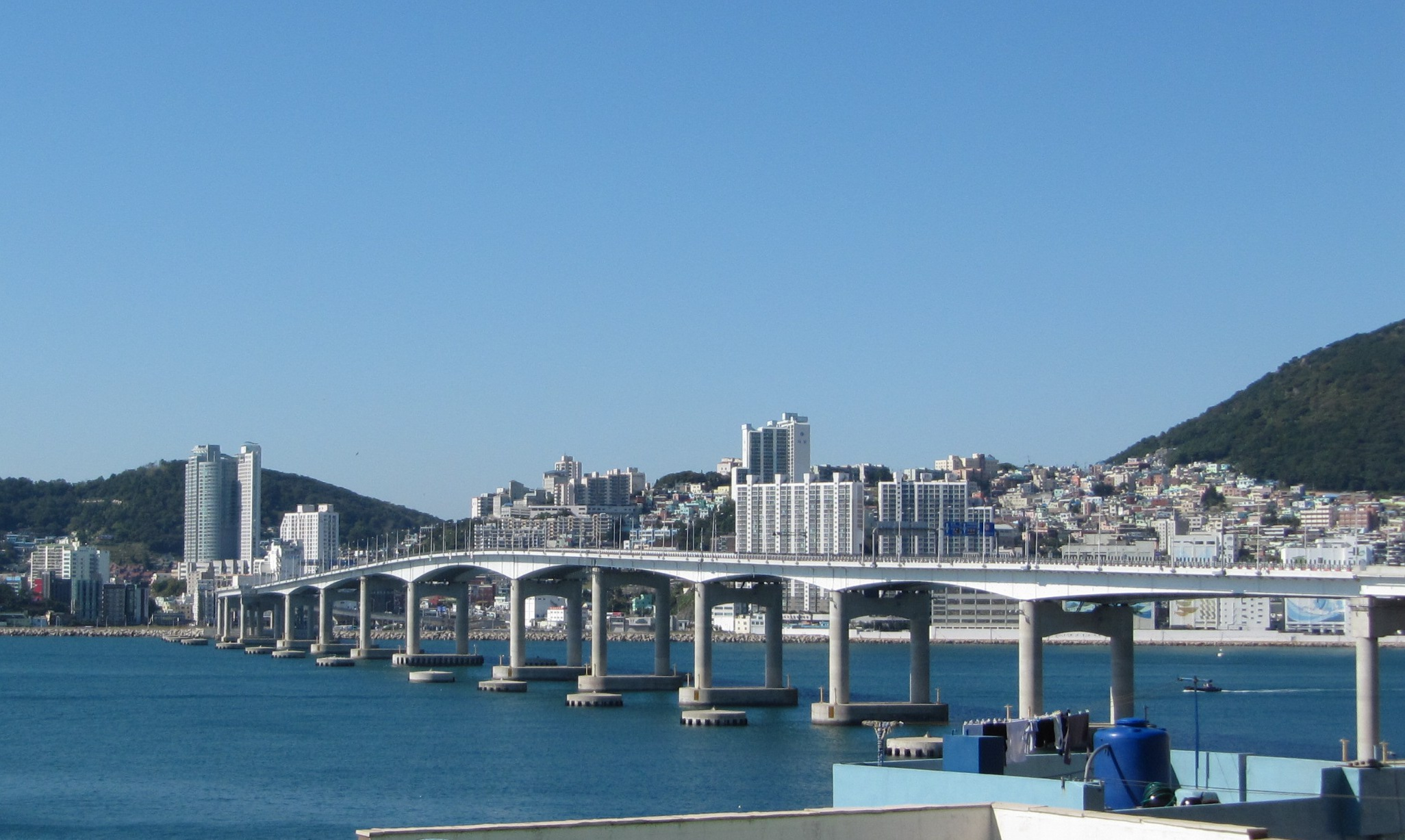
남항대교
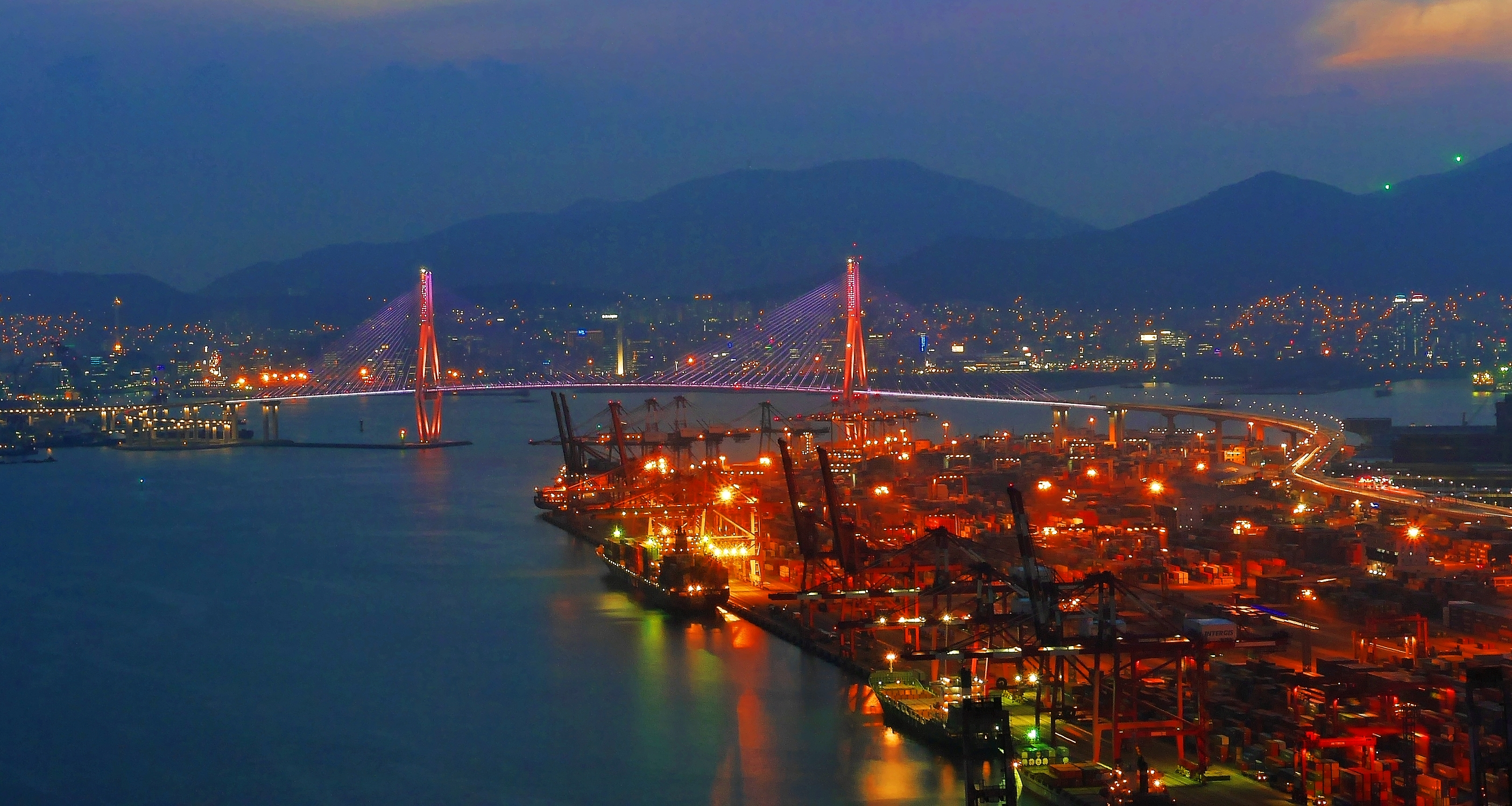
부산항대교
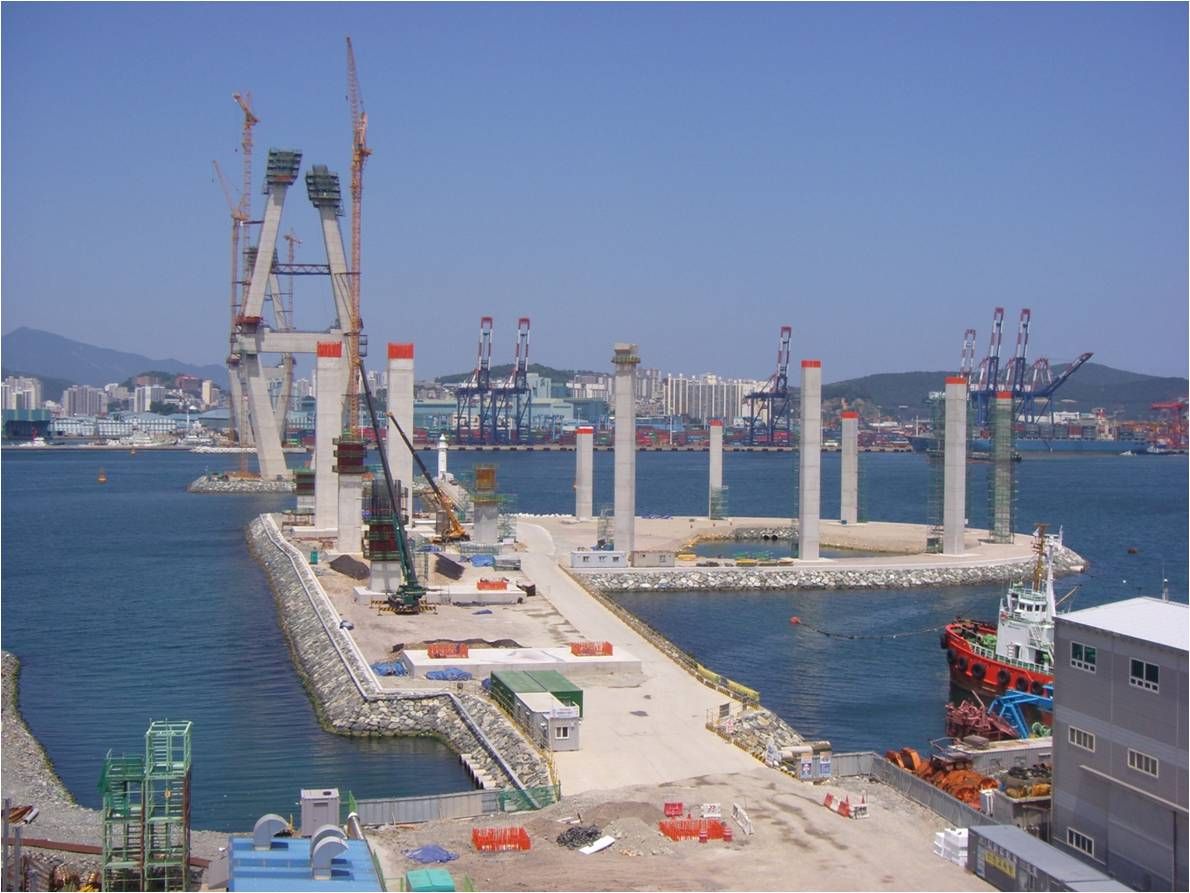
부산항대교 건설 당시 (2010년)
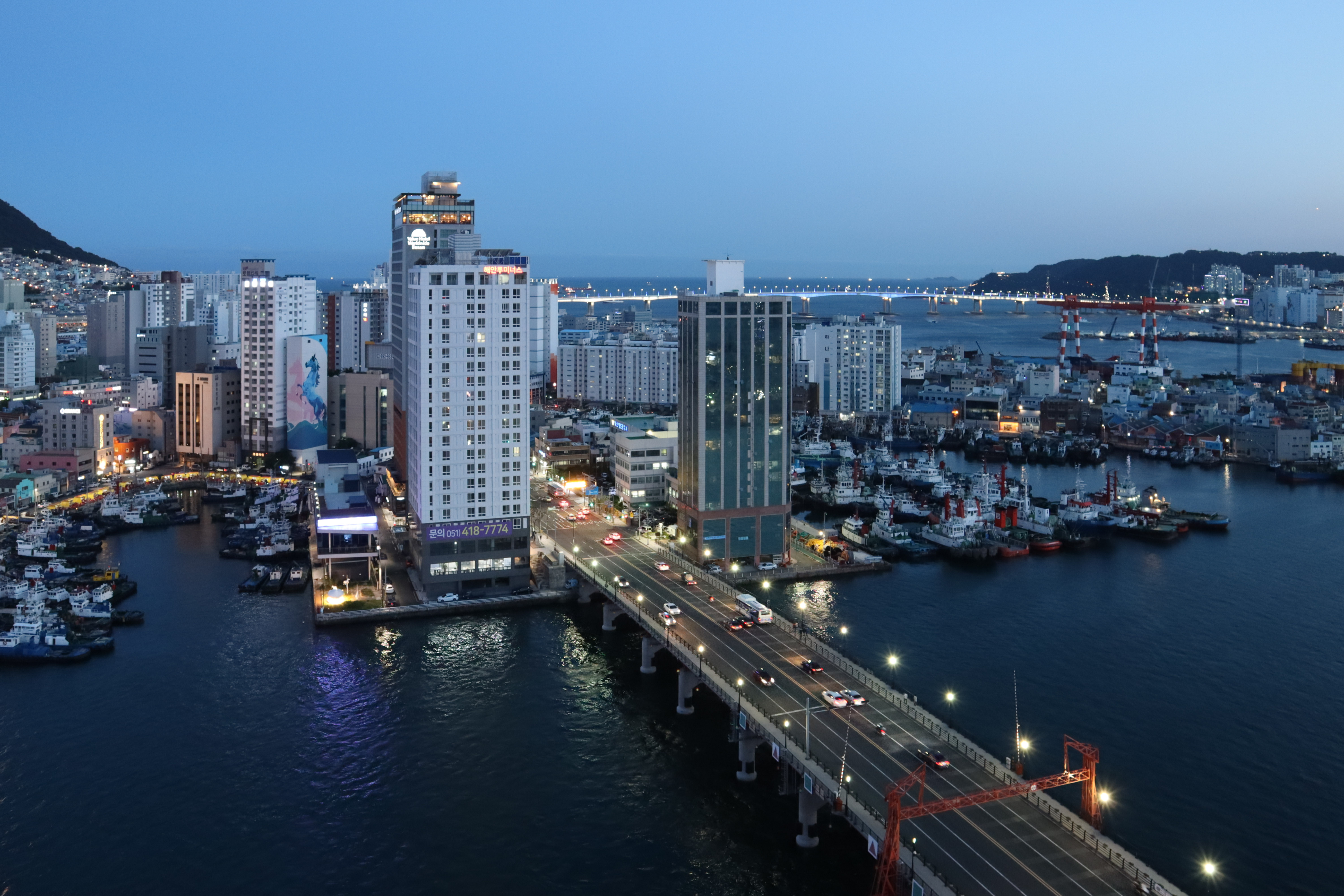
영도대교의 야경

### 버스
- 부산광역시의 마을버스

### 지하철
- 부산시의 구 행정단위중 유일 하게 지하철이 없음

## 구청
- 영도구청은 현재 부산광역시 영도구 청학2동에 있다.

영도구청 도로명 주소: 부산 영도구 태종로 423

## 주요 기관
- 국립해양박물관
- 한국해양수산연수원
- 국립과학수사연구원 남부분소(1992 ~ 2011)

## 교육 기관

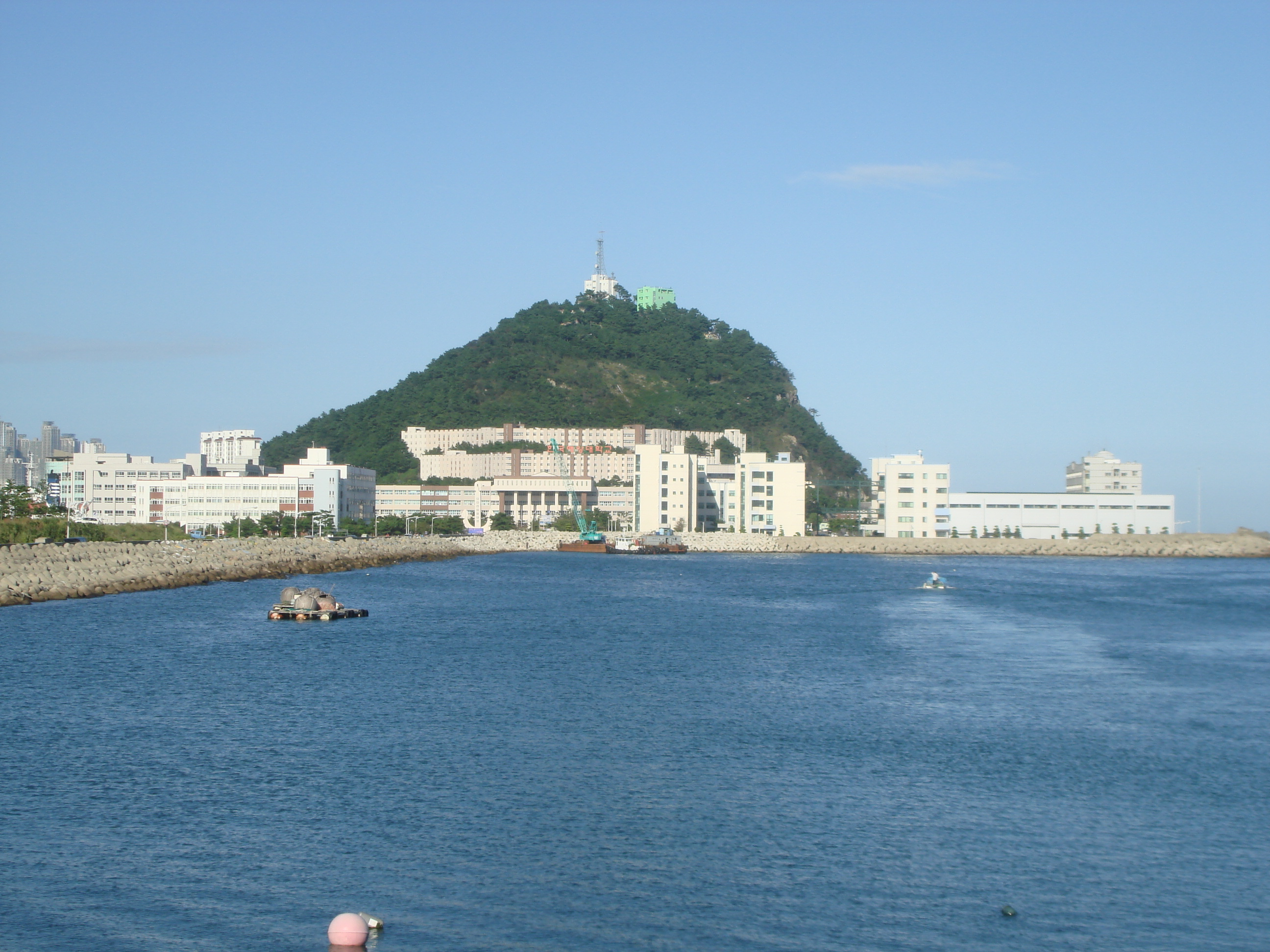
한국해양대학교

- 국공립대학교

|  | - 한국해양대학교 |

- 사립대학교

|  | - 고신대학교 |

- 고등학교

|  | - 광명고등학교 - 부산체육고등학교 | - 부산보건고등학교 - 부산해사고등학교 | - 부산영상예술고등학교 - 부산남고등학교 | - 영도여자고등학교 |

## 기업체
- HJ중공업
- 제로디그리
- 머스트비지트코리아
- zerodegree
- mustvisitkorea
- 삼진어묵
- 표주레미콘
- 씨넷

## 갤러리

### 도심 풍경

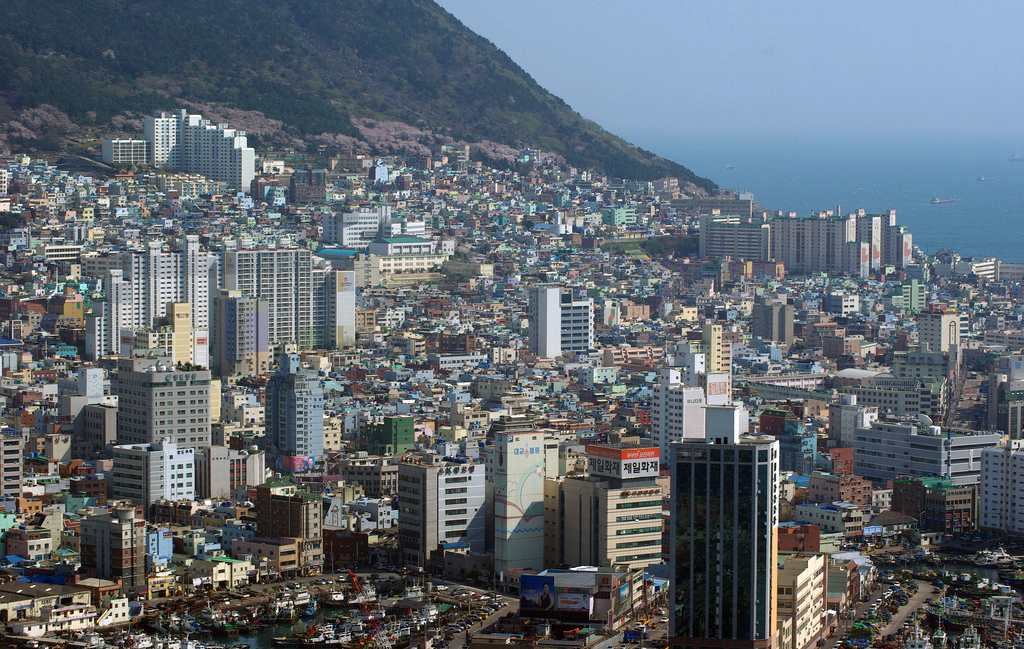
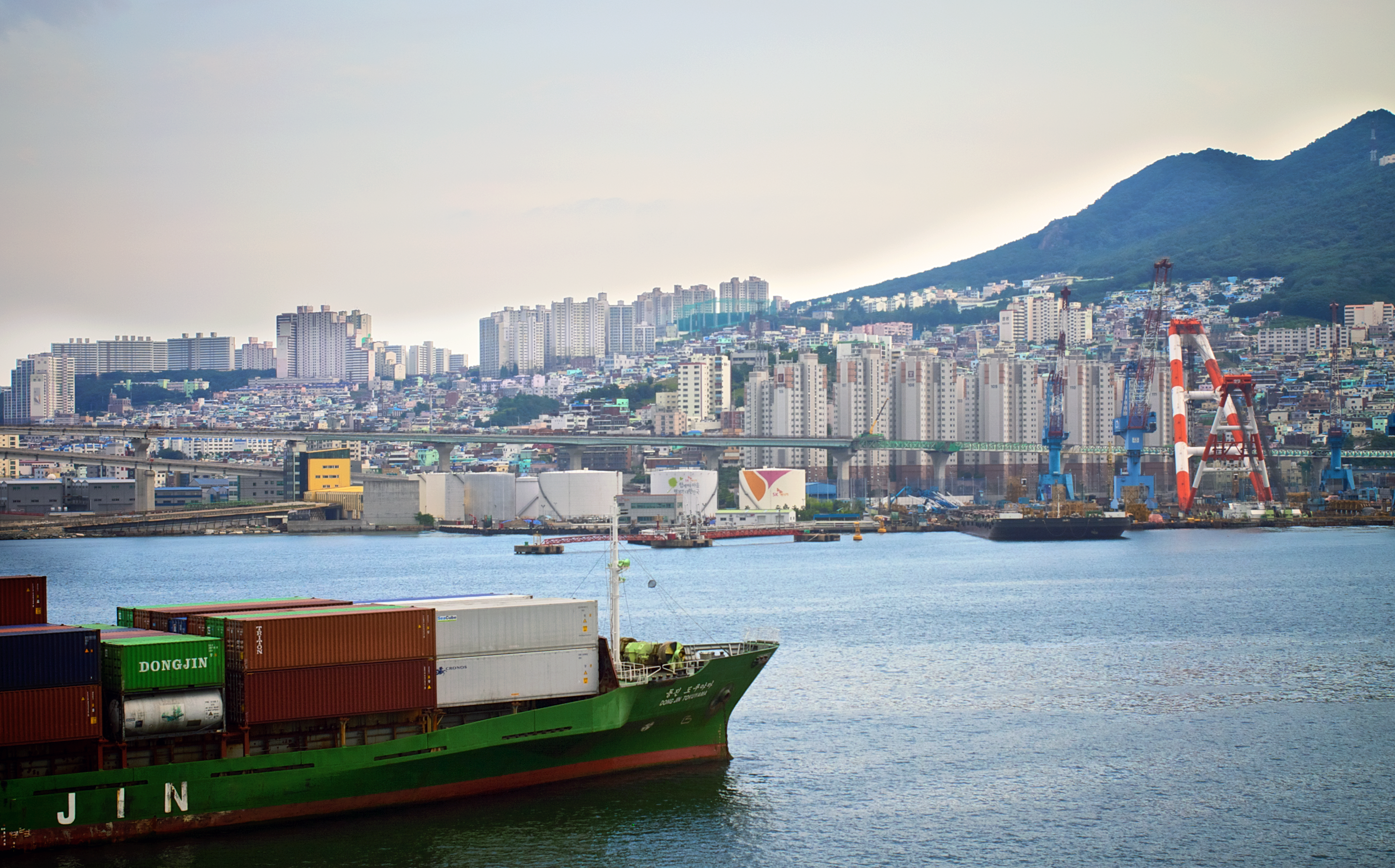
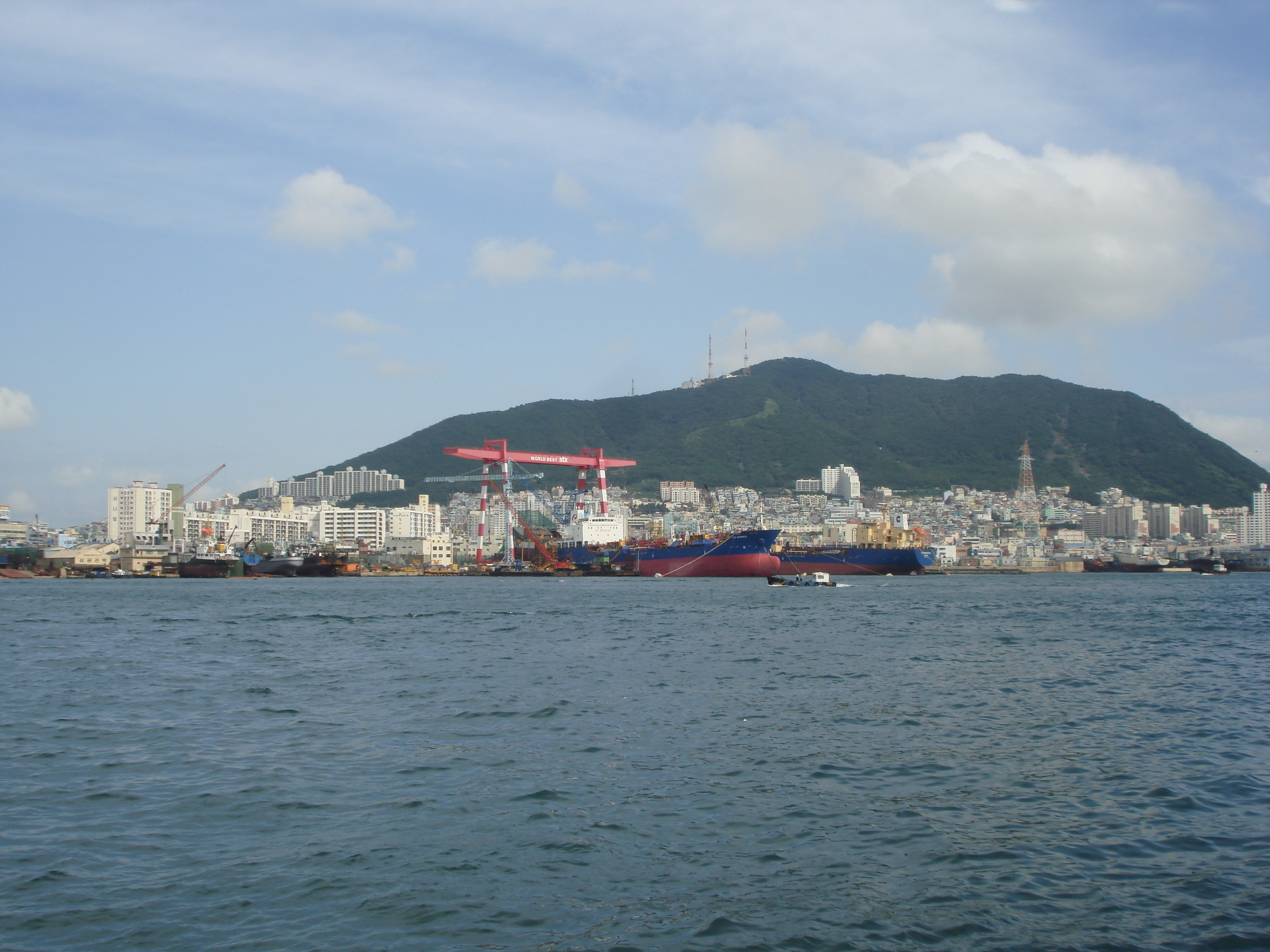
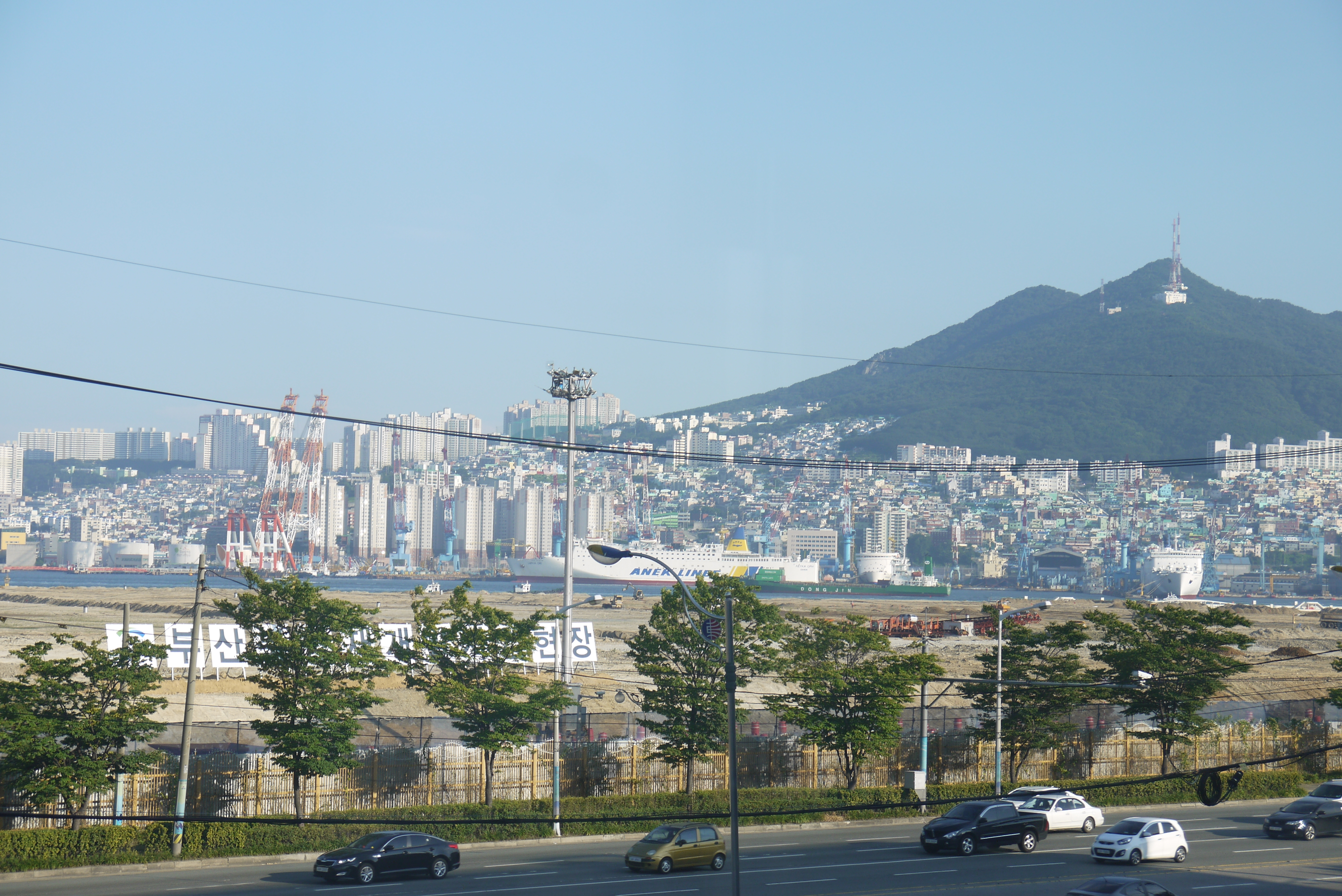
북항재개발지에서 바라본 영도
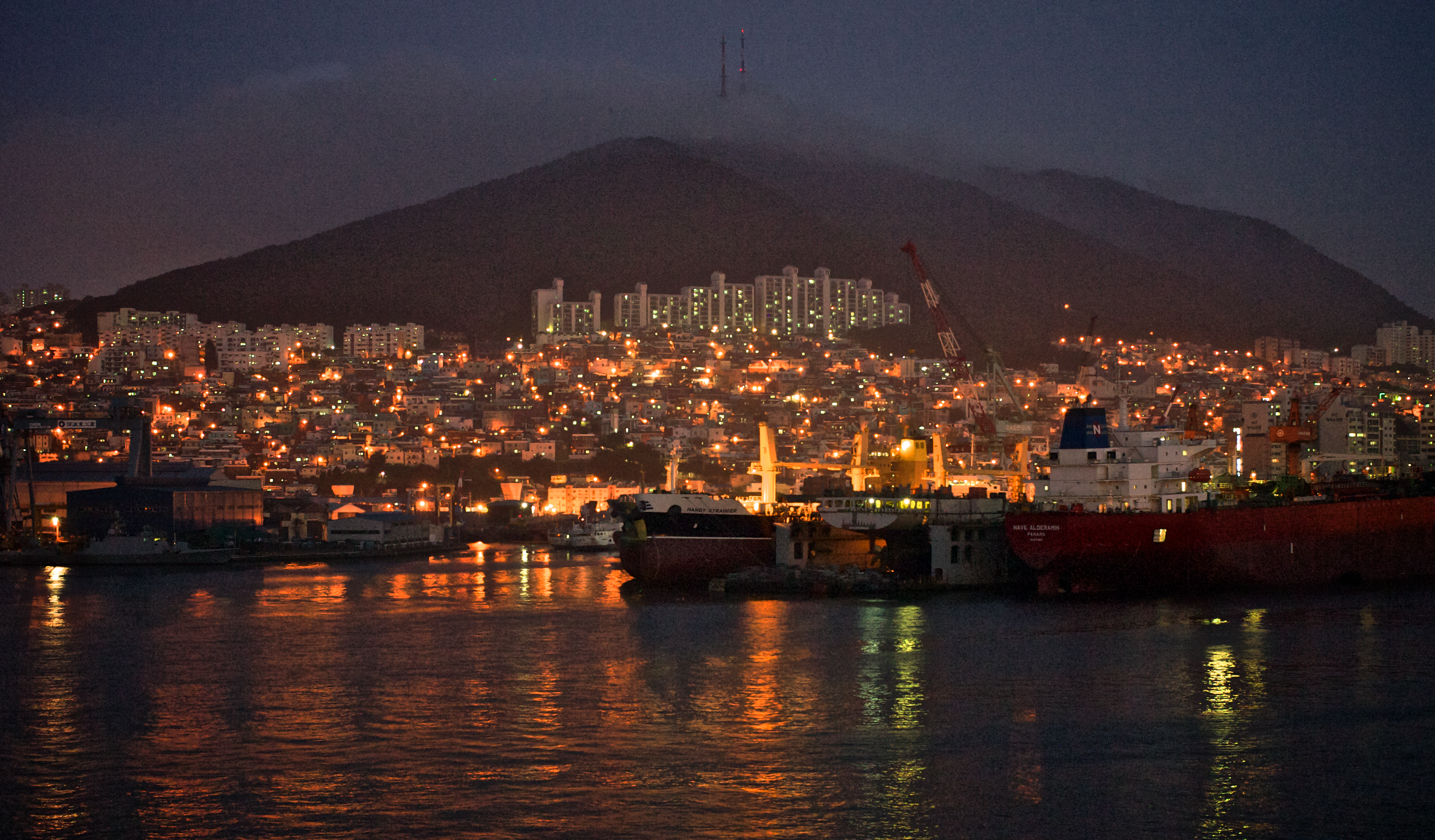
야경
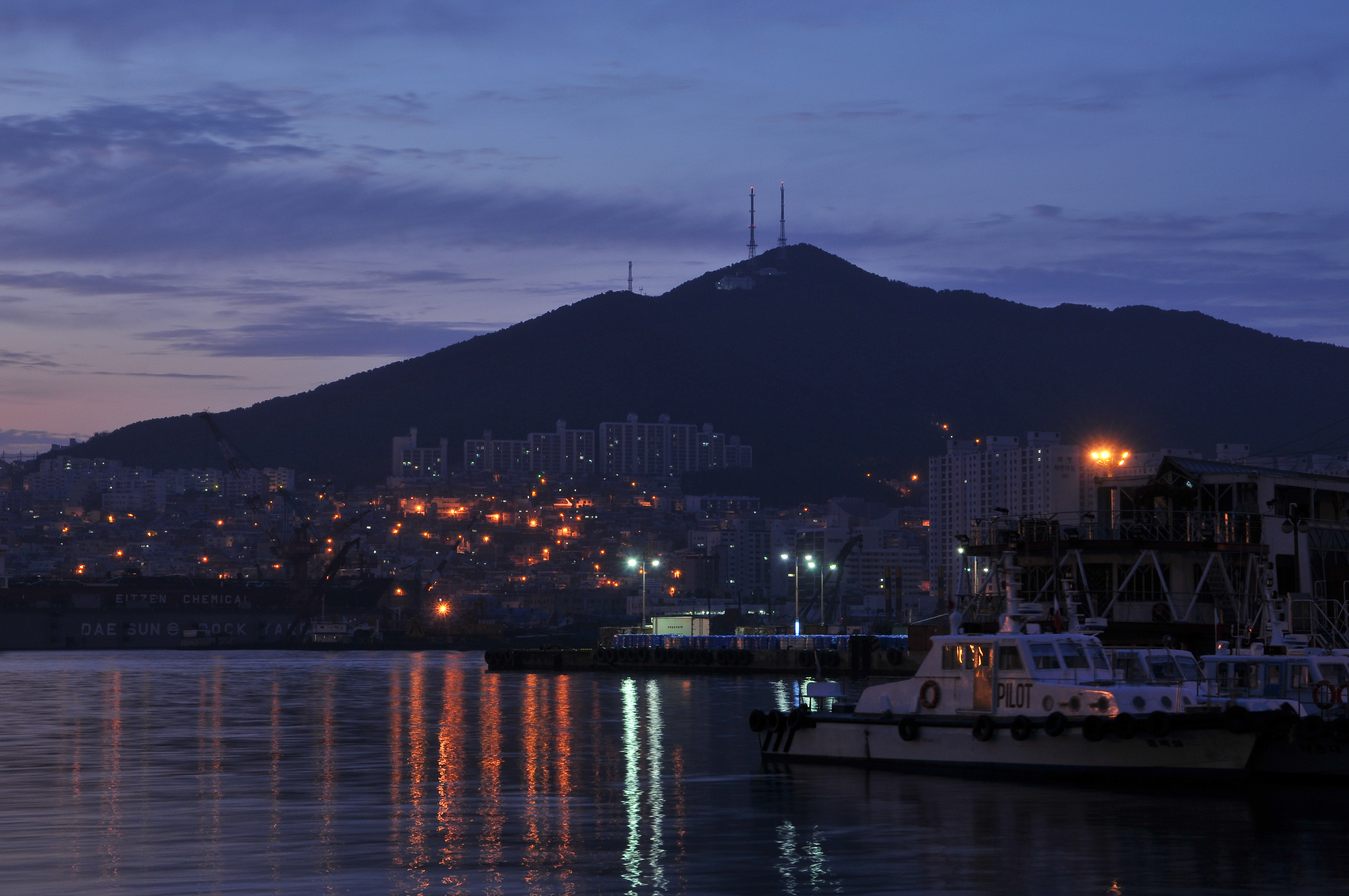
새벽녘 풍경
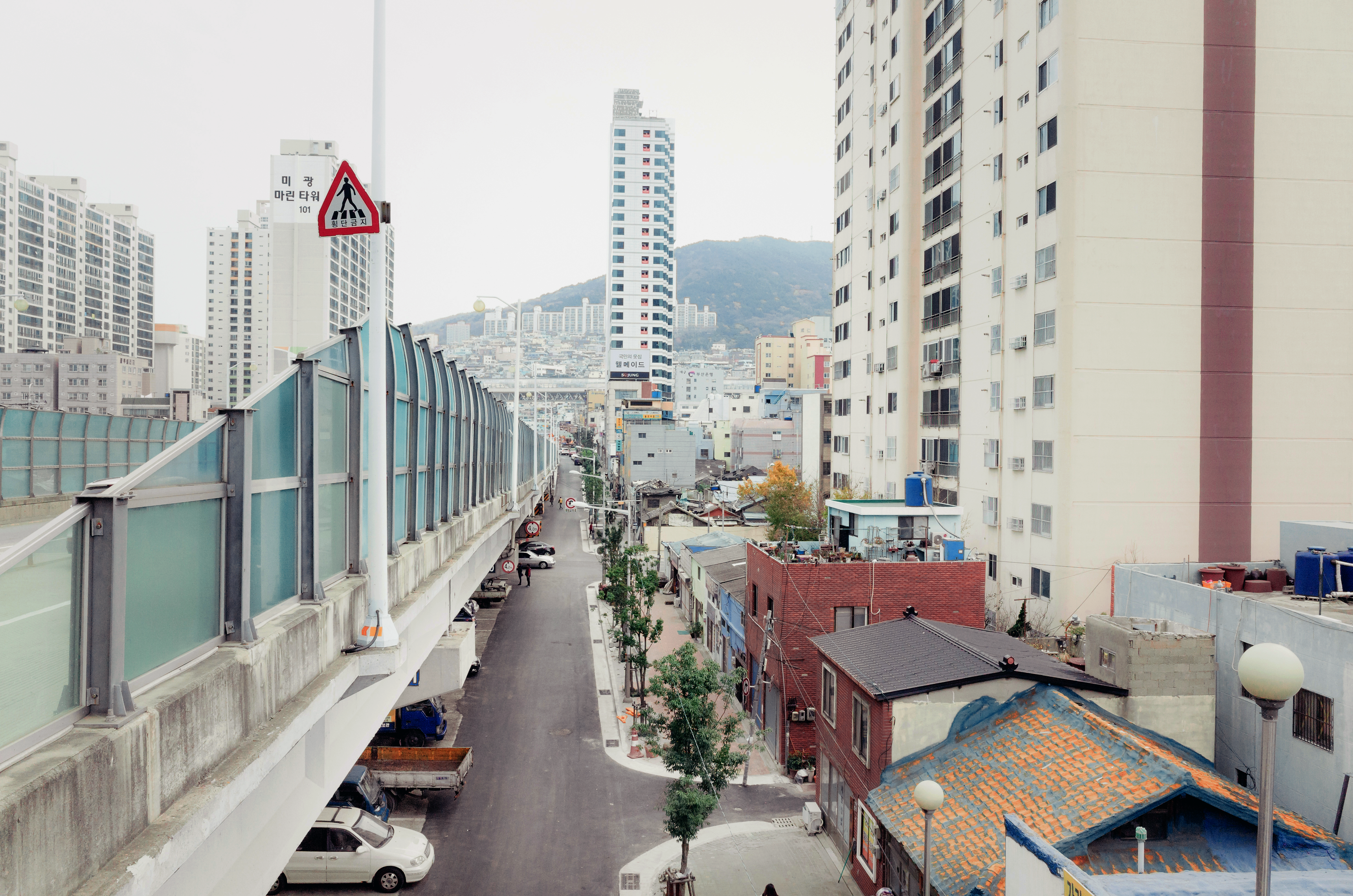
봉래동 일대
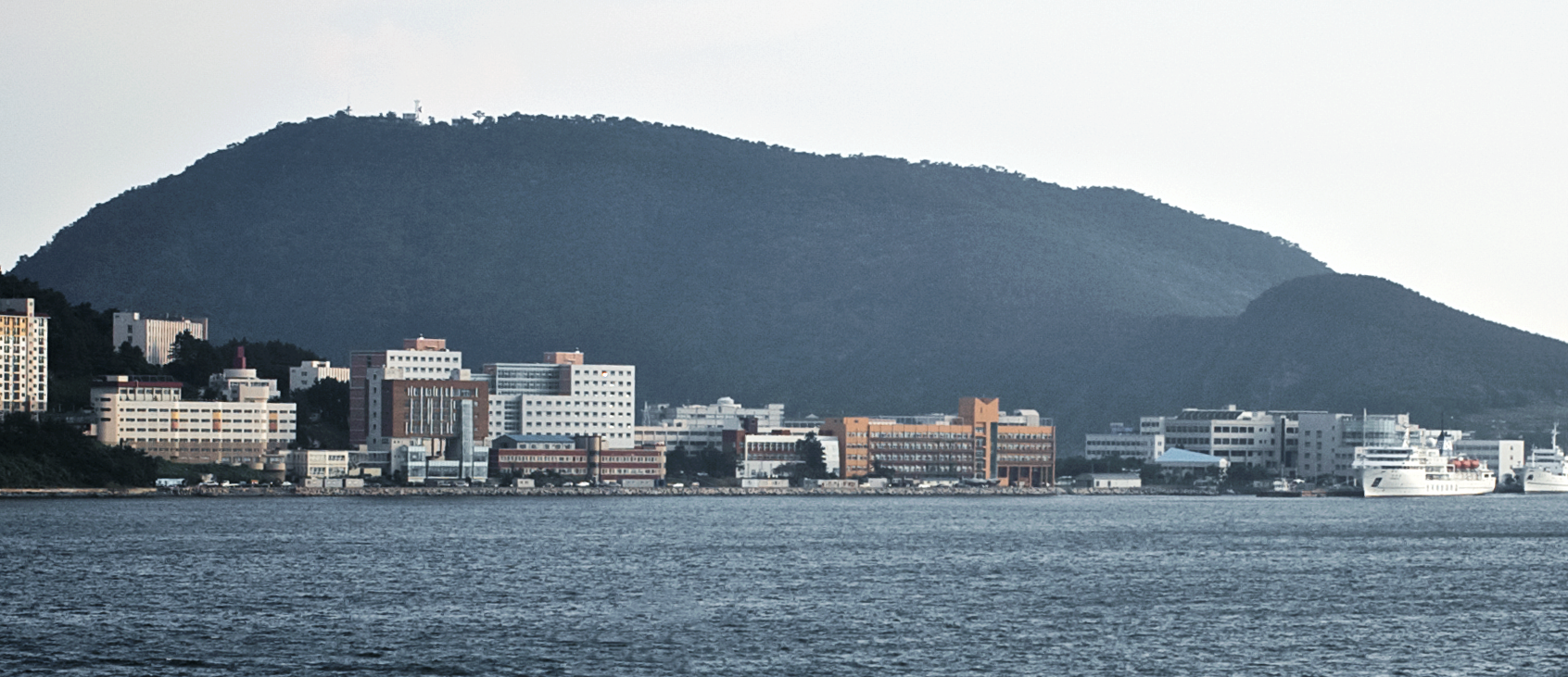
한국해양대학교

### 교량
- 영도대교
- 부산대교
- 남항대교
- 부산항대교
- 부산항대교 건설 당시 (2010년)
- 영도대교의 야경

### 태종대

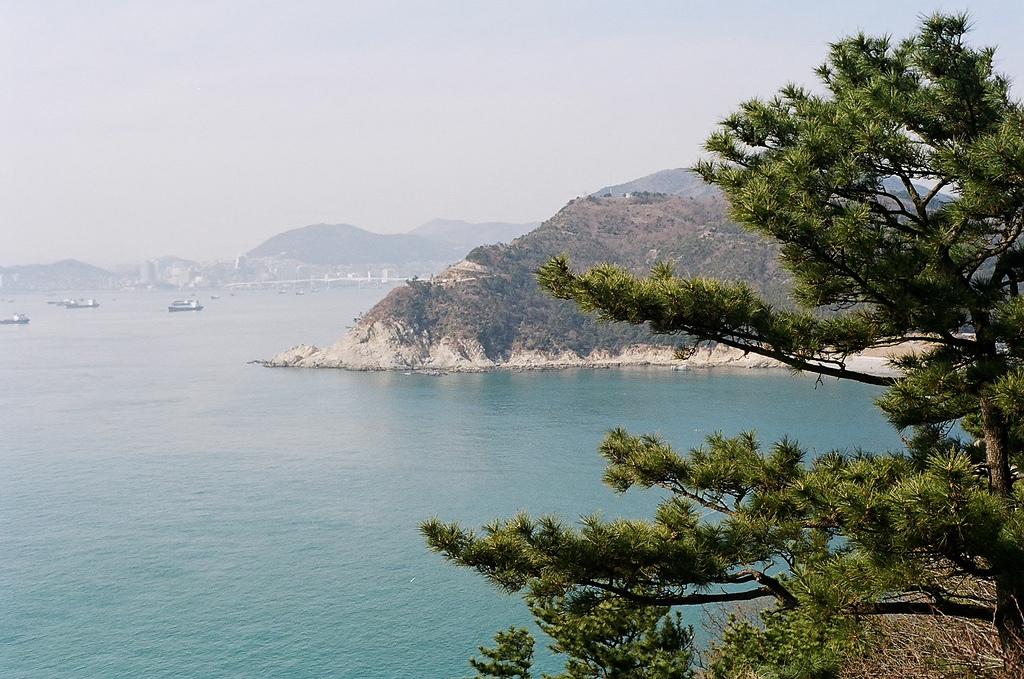
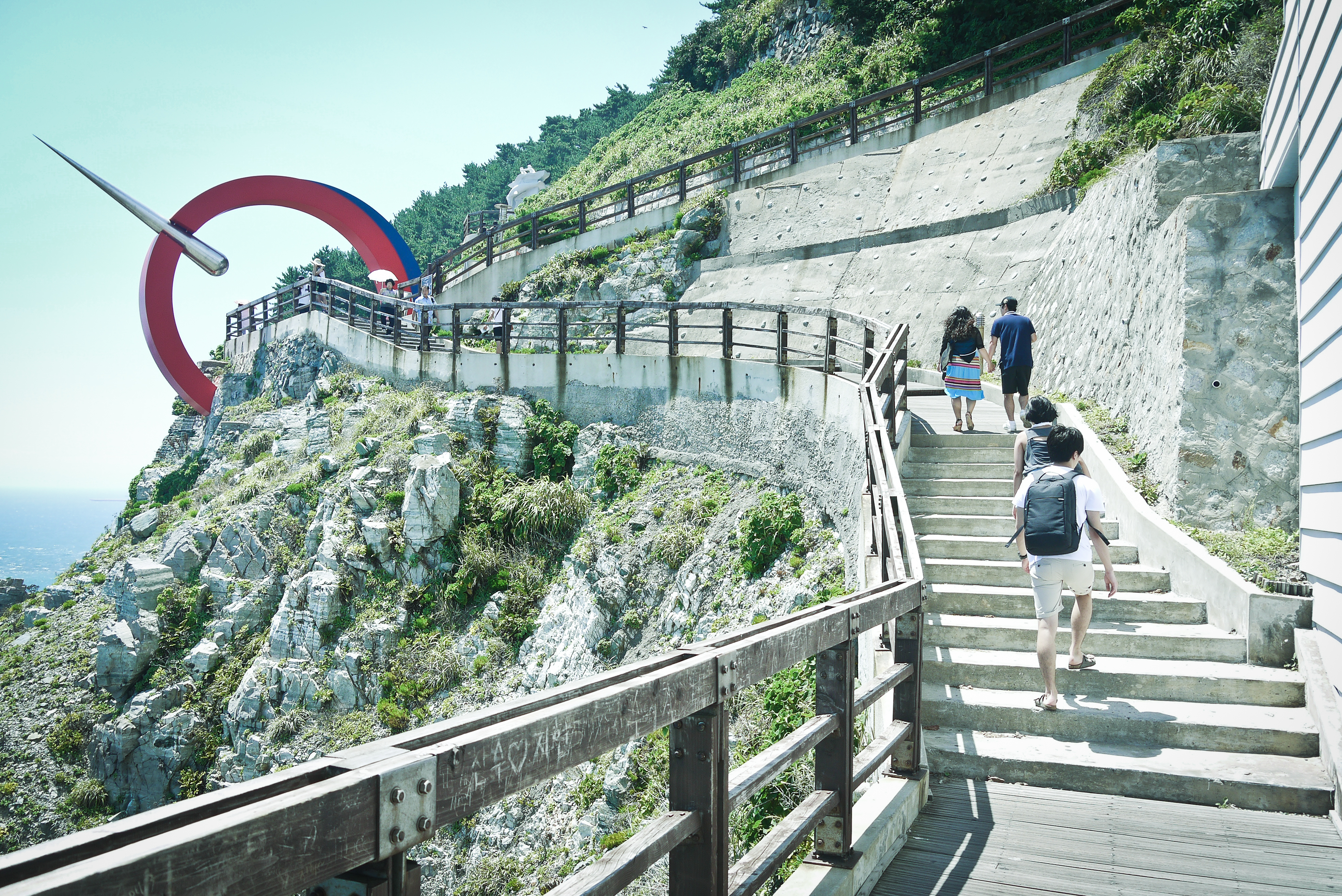
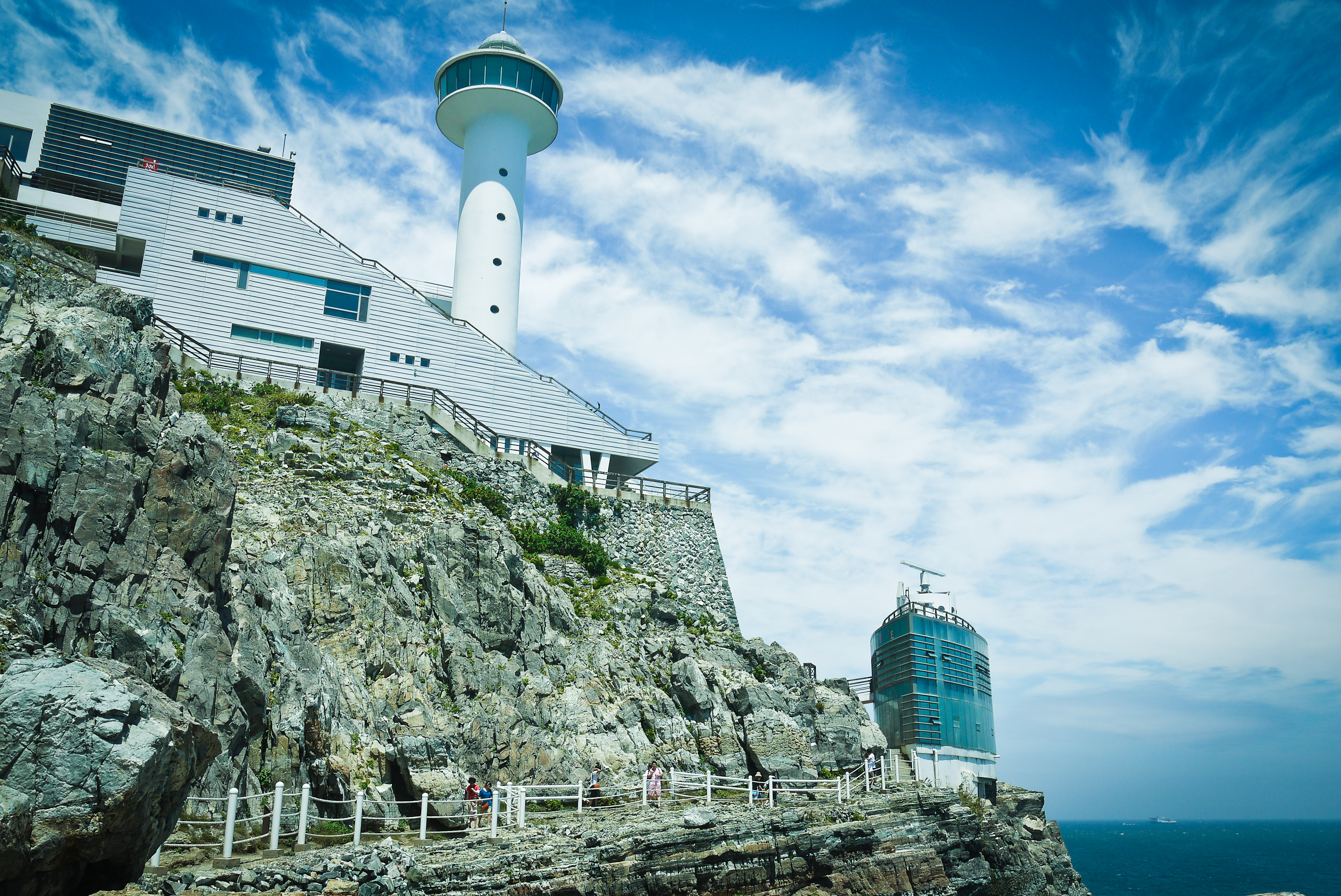

### 동삼혁신지구

국립해양박물관
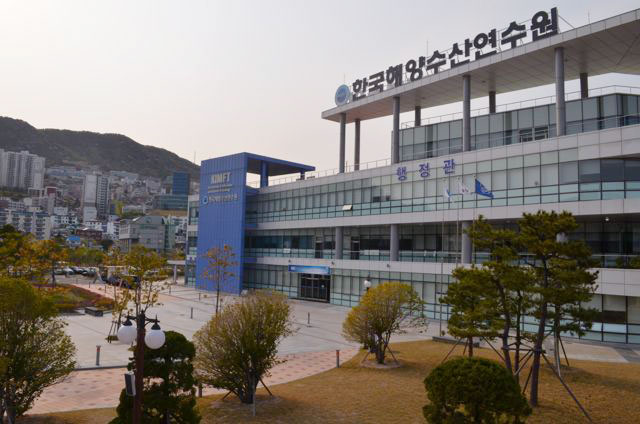
한국해양수산연수원

## 자매 도시
| 지역 & 국가    | 도시             | 도시       |
| -------------- | ---------------- | ---------- |
| 대한민국       | 강원도           | 고성군     |
| 대한민국       | 경상남도         | 거창군     |
| 대한민국       | 서울특별시       | 강남구     |
| 대한민국       | 전라남도         | 장흥군     |
| 오스트레일리아 | 뉴사우스웨일스주 | 맨리시     |
| 일본           | 나가사키현       | 쓰시마시   |
| 중국           | 상하이시         | 황푸구     |
| 베트남         | 빈즈엉성         | 벤껫현     |
| 필리핀         | 마닐라           | 마리키나시 |

## 같이 보기
- 태종대
- 부산광역시의 지질
- 대한민국의 지리
- 제주 4·3 사건